# Papuanticlea ochroria
Papuanticlea ochroria là một loài bướm đêm trong họ Geometridae.